# Mohammed VI van Marokko
Mohamed ben Hassan el-Alaoui (Arabisch: محمد السادس بن الحسن, Muḥammad as-sādis b. al-Ḥasan/ Berbers: ⵎⵓⵃⵎⵎⴰⴷ ⵡⵉⵙ  ⵚⴹⵉⵚ); Rabat, 21 augustus 1963) is sinds 1999 onder de naam Mohammed VI de koning van Marokko. Hij komt uit het nageslacht van de Alaoui-dynastie, dat sinds 1666 van vader op zoon over Marokko regeert.

## Jeugdjaren en studie
Mohammed is de oudste zoon van Hassan II van Marokko en zijn tweede vrouw Lalla Latifa Hammou, een Berberse prinses.
Hij kreeg zijn opvoeding eerst met privélessen in het koninklijk paleis en volgde daarna hoger onderwijs aan het Koninklijk College waar hij in 1981 een eindexamen haalde. Hij heeft aan het Wetscollege van de Mohamed V-Universiteit gestudeerd, waar hij in 1985 een meestertitel behaalde in rechten en politieke wetenschappen. Hij deed hier onderzoek naar de Arabisch-Afrikaanse Unie en Marokko's positie in internationale zaken. In 1988 volgde hij een paar maanden durende stage in Brussel van Jacques Delors, de toenmalige voorzitter van de Europese Commissie.
Hij promoveerde in 1993 cum laude aan de Universiteit van Nice-Sophia Antipolis in Frankrijk op een proefschrift over de relatie tussen de EEG en de Maghreb, waarmee hij de titel PhD verkreeg.

## Koningschap

### Inhuldiging
Koning Hassan II heeft zijn oudste zoon en toenmalig kroonprins voorbereid op het koningschap. Zo vergezelde die zijn vader vaak naar internationale bijeenkomsten en werd hij op jonge leeftijd op verschillende posten benoemd, waaronder het voorzitterschap van de Socioculturele Vereniging van het Mediterrane Bassin in 1979, op zestienjarige leeftijd.
Mohammed besteeg de troon op 23 juli 1999, enkele uren nadat zijn vader was overleden. Hij werd de derde koning van de Alaoui-dynastie, het koningshuis dat sinds 1666 over Marokko regeert.

### Leiderschap
Mohammed VI moderniseerde onder andere de Mudawana, het islamitische familierecht, om zo vrouwen meer rechten te geven. Hij presenteerde zijn bruid aan het Marokkaanse volk, wat al een breuk met de traditie betekende, waarin de vrouwen van de koning een verborgen bestaan leidden.
Tijdens zijn koningschap heeft Mohammed VI veel aandacht besteed aan projecten voor de infrastructuur van zijn land. In Tanger werd een nieuwe haven ingehuldigd en kilometers autosnelweg aangelegd.

### Kritiek
In de onthullingen van WikiLeaks wordt melding gemaakt van een man die voor een Amerikaans consortium werkt, maar die werd gedwarsboomd nadat hij weigerde samen te werken met een bedrijf dat een band met het koninklijke paleis van Marokko had. Vooral in de vastgoedsector zou sprake zijn van corruptie.
Op 2 augustus 2013 braken er in Rabat rellen uit tegen een beslissing van de Marokkaanse koning. Hij had na een bezoek van de Spaanse koning Juan Carlos gratie verleend aan 48 veroordeelde Spanjaarden, wat een van zijn koninklijke voorrechten is. Een van de veroordeelden bleek een pedofiel die zich meermaals aan jonge kinderen had vergrepen. Na protesten moest de koning terugkomen op zijn beslissing.

### Grondwetsreferendum
Mohammed kondigde in maart 2011, nadat als onderdeel van de Arabische Lente ook in Marokko demonstraties waren gehouden voor democratische hervormingen en tegen corruptie, grondwetshervormingen aan, die als doel hebben om de macht van de koning in te perken, een door het volk gekozen regeringsleider meer bevoegdheden te geven en de rechterlijke macht onafhankelijker te maken. Mohammed VI kondigde op 17 juni het grondwetsreferendum van 1 juli aan.

## Populariteit
Mohammed VI wordt geprezen voor zijn visie en koningschap. Time Magazine noemde hem in 2006 the King of Cool. Hij verschijnt in menig lifestyle blad in een maatpak, met bijschriften als Mohammed shakes up Morocco.
Toen hij in 2000 voor het eerst in het Witte Huis te gast was, waren er 435 gasten bij het staatsdiner aanwezig, waarvan het grootste deel bestond uit popsterren en grote namen uit Hollywood. De belangstelling voor een buitenlands staatshoofd was in de Amerikaanse politiek nooit eerder zo groot geweest en het bleek al snel dat de koning populair was omdat hij jong, aantrekkelijk, rijk en single was. Paula Abdul begon het gesprek tussen haar en de koning met Aangezien we allebei single zijn ....
Koning Mohammed VI staat bekend om zijn liefde voor jetski's, golf en snelle exclusieve sportauto's. De jeugd noemt hem dan ook M6, wat voor Mohammed VI staat, maar ook een knipoog is naar de BMW M6, een sportmodel van BMW. Zijn liefde voor maatpakken is te merken aan het feit dat hij nooit hetzelfde pak tweemaal heeft gedragen. Hij heeft veel vrienden in de Amerikaanse showbusiness, waaronder muziek- en modetycoon Sean Combs die zijn drieëndertigste verjaardag in Marrakesh vierde.

## Huwelijk
Mohammed VI huwde op 21 maart 2002 met Salma Bennani, een IT-specialiste uit de stad Fez. Zij kreeg later de titel 'prinses' en heet nu voluit Lalla Salma. De keuze voor deze bruid was opmerkelijk, omdat zij niet uit de hoogste klasse kwam, de makhzen. Het paar kreeg twee kinderen:
- een zoon: kroonprins Moulay Hassan op 8 mei 2003
- een dochter: Lalla Khadija op 28 februari 2007

Ze zijn in 2018 gescheiden.

## Vermogen
Het particuliere vermogen van koning Mohammed VI wordt door Forbes op 5,7 miljard dollar geschat. Een belangrijk deel van deze rijkdom is afkomstig van de participatie van de koninklijke familie in de SNI, de Societé national d'investissement. Zijn zoon Moulay Hassan heeft al een vermogen van een miljard dollar. Mohammed VI is ook grootgrondbezitter en op deze manier een van de belangrijkste producenten van landbouwgewassen van zijn land.

## Onderscheidingen
- Lijst van onderscheidingen van Mohammed VI van Marokko

Emmanuel (Andorra) · Josep-Lluís (Andorra) · Hamad (Bahrein) · Filip (België) · Jigme Khesar Namgyel Wangchuck  (Bhutan) · Hassanal Bolkiah (Brunei) · Norodom Sihamoni (Cambodja) · Charles III (Commonwealth realms) · Frederik X (Denemarken) · Naruhito (Japan) · Abdoellah II (Jordanië) · Meshaal (Koeweit) · Letsie III (Lesotho) · Hans Adam II (Liechtenstein) · Henri (Luxemburg) · Mohammed VI (Marokko) · Albert II (Monaco) · Willem-Alexander (Nederland) · Harald V (Noorwegen) · Haitham (Oman) · Tamim (Qatar) · Salman (Saoedi-Arabië) · Felipe VI (Spanje) · Mswati III (Swaziland) · Rama X (Thailand) · Tupou VI (Tonga) · Mohammed (Verenigde Arabische Emiraten) · Leo XIV (Vaticaan) · Carl Gustaf XVI (Zweden)
Mohammed V · Hassan II · Mohammed VI